# حاجي آباد شهلائي
حاجي آباد شهلائي (بالفارسية: حاجی‌آباد شهلایی) هي منطقة سكنية تقع في إيران في قسم ماهيدشت الريفي. يقدر عدد سكانها بـ 236 نسمة .